# Karya Indah (Lawe Sigala-Gala)
Karya Indah is een bestuurslaag in het regentschap Aceh Tenggara van de provincie Atjeh, Indonesië. Karya Indah telt 330 inwoners (volkstelling 2010).